# Lovebird
Lovebird è il terzo singolo estratto dal suo terzo album in studio Glassheart (2012). È stato scritto da Bonnie McKee ,"Joshua Coleman" , "Lukasz Gottwald" , mentre la produzione è stata diretta da Josh Abrahams, Oligee e Coleman. Con la pubblicazione, "Lovebird", ha debuttato sulla classifica ufficiale, Corea International Singles, al numero 68 con soli download digitale vendendo 4310 copie. Da allora si è alzata fino ad arrivare alla numero 22 della classifica, vendendo più di 15 000 copie. Nel Regno Unito, Lovebird ha venduto meno di 600 copie, non riuscendo a guadagnare una delle 200 posizioni in classifica sulla Official Singles Chart, in quanto non è mai stato pubblicato come singolo ufficiale, ma ha avuto solo un impatto radiofonico il 9 dicembre 2012. Il singolo ha avuto un grande successo in Asia, soprattutto nella classifica ufficiale di Hong Kong rimanendo per 12 settimane in top 10 con un picco alla numero 1.
Con il termine "Lovebird" si indica anche un genere di uccelli della famiglia Psittacidae, il termine deriva dal forte legame che unisce le coppie durante la vita, ed "Inseparabile" è il termine in uso in Italia.
Sul web:
www.lovebird.it è un sito che promuove l'amore per la natura, lo scambio di opinioni e la possibilità per volontari e venditori di pubblicare annunci sugli inseparabili e sulle altre specie di animali.

## Classifiche
| Classifica (2012)           | Posizione massima |
| --------------------------- | ----------------- |
| Corea International Singles | 22                |
| Hong Kong Top 50            | 1                 |
| Singapore                   | 4                 |
| Portogallo Vodafone Music   | 19                |
| Slovenia Top 20             | 18                |